# Hagaplan
Hagaplan är ett torg i stadsdelen Hagastan i Solna på gränsen till Stockholm. Det ligger delvis ovanför motorvägstunnlarna Norra länken och invigdes 2023.
Torget består av två delar på sammanlagt 9.000 kvadratmeter, varav den södra delen ligger runt det runda kontorshuset Forskaren. På torget planeras ett 60-tal träd planteras, bland andra av arterna robinia, sequoia och tulpanträd.
På torget står sedan september 2023 installationen Inflyttarna av Johanna Karlin som en del av den konstnärliga gestaltningen för Nya Karolinska Solna och dess omgivning.
Vid torget planeras en entré till station Hagastaden på en ny tunnelbanegren mellan Odenplan och Arenastaden i Solna.